# Marta Morazzoni

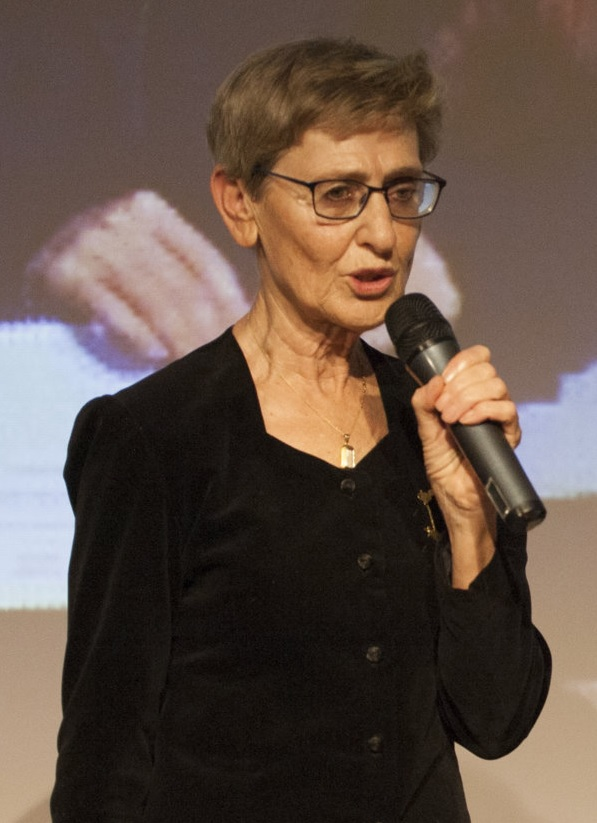
Marta Morazzoni

Marta Morazzoni (Milaan 1950) is een Italiaanse filosofe, schrijfster en docente Italiaanse literatuur. 
Naast verhalen en romans schrijft ze toneelkritieken en literaire recensies. In haar vrije tijd vertaalt ze uit het Engels. 
Haar eerste boek, de verhalenbundel La ragazza col turbante uit 1986 was een groot succes en is in het Nederlands uitgebracht als Het meisje met de parel. Al even succesvol waren haar volgende boeken: L'invenzione della verità (1988) bekroond met de Premio Campiello, Casa materna (1992) en L'estuario (1996).
Voor haar roman Il caso Courrier (De zaak Courrier, Serena Libri 1997) is Morazzoni in Italië opnieuw bekroond met de Premio Campiello, en heeft ze in Engeland de Independent Foreign Fiction Award gekregen.
Haar laatste in Nederland uitgegeven boek is De stad van het verlangen, Amsterdam.